# ビーフン
ビーフン（中国語: 米粉、台羅: bí-hún）とは、うるち米の米粉を原料とするライスヌードルの一種である。
中華人民共和国福建省・台湾・ベトナム・東南アジア・日本で食べられるものは一般的に素麺のような細長い形状をしており、日本語で「ビーフン」というと普通はこれを指す。英語では「ライス・ヴァーミセリ（rice vermicelli）」もしくは「ライスヌードル（rice noodle）」と呼ぶことが多い。「ビーフン」という呼称も「米粉（べいふん）」から転じたものである。

## 概要
中国大陸南部の福建省周辺が発祥であり、漢字では米粉と表記する。日本語のビーフンは閩南語の発音「ビーフン (bí-hún)」に由来する外来語である。東アジアの華中以南は米作地帯であり、それらの地域では小麦の生産量が少ない。そのため、小麦粉の「麺」（ミエン）よりもライスヌードルを意味する「粉」（フェン）が日常的に食べられており、種類も多い。一般的にビーフンは乾燥させた状態で流通、販売されるが、産地では乾燥前の販売もある。
台湾や中国大陸南部（閩南語: ビイフヌ、標準中国語: ミーフェン、広東語: マイファン）、ベトナム（ベトナム語: ブン、bún）、タイ（タイ語: センミー、เส้นหมี่ ）、インドネシア（インドネシア語: bihun ビフン, mihun）、マレーシア（マレー語: mee hoon, mihun, bihun）、シンガポール、フィリピン（タガログ語: pansit）、ミャンマーなどで普通に食用とされる。

## 製造法
インディカ種のうるち米を精米して水に浸漬した上、水を加えながら挽いてペースト状にする。これを濾過して抽出したデンプンを加水加熱しながら練って生地を作る。この生地を、ところてんのように、小さな穴が多数開いた筒状の金型から押し出して、紐状に成形する。このまま切り取って棒にかけて熱風乾燥するか、一度熱湯中に落として煮沸し、水冷したのち、乾燥して完成させる。乾燥後に包装しやすい形や長さに切断して包装すると、市販の乾燥製品になる。
ビーフンは本来、中国語名「米粉」の漢字の示す通り、伝統的には米の粉のみから作られるものであるが、近年では米以外のデンプンも原材料の一部として使うことが増えてきている。これには原材料コストを下げるためと品質改善のためと二つの目的がある。
台湾や中国大陸では、トウモロコシのデンプン（コーンスターチ）を混ぜて作るのが主流になってきており、商品によっては米粉以上に多く配合し、第一原材料になっている場合さえあるが、生産者はコーンスターチ添加により、茹でたあと伸びやすかった純米ビーフンの欠点を改善できる上、食味も増すとしている。

## 食べ方
乾物であるビーフンを調理する際は、ぬるま湯に浸けるか、熱湯で軽く茹でるかして柔らかくする。他の麺と異なり、沸騰させて茹でる必要はない。調理方法はさまざまではあるが、炒める場合とスープに入れる場合が多い。小麦粉で作られた中華麺を汁麺や焼きそばに調理するのと同様である。
また、日本で食されるビーフンは極細状のものが大半だが、東南アジアにおいては極細いものから、日本のうどん並に太いもの、きしめん状の平たいもの、シート状のものまで多種のライスヌードルが存在し、その分多くの名称や種類の料理が存在する。

## 各地のビーフン料理

### 日本

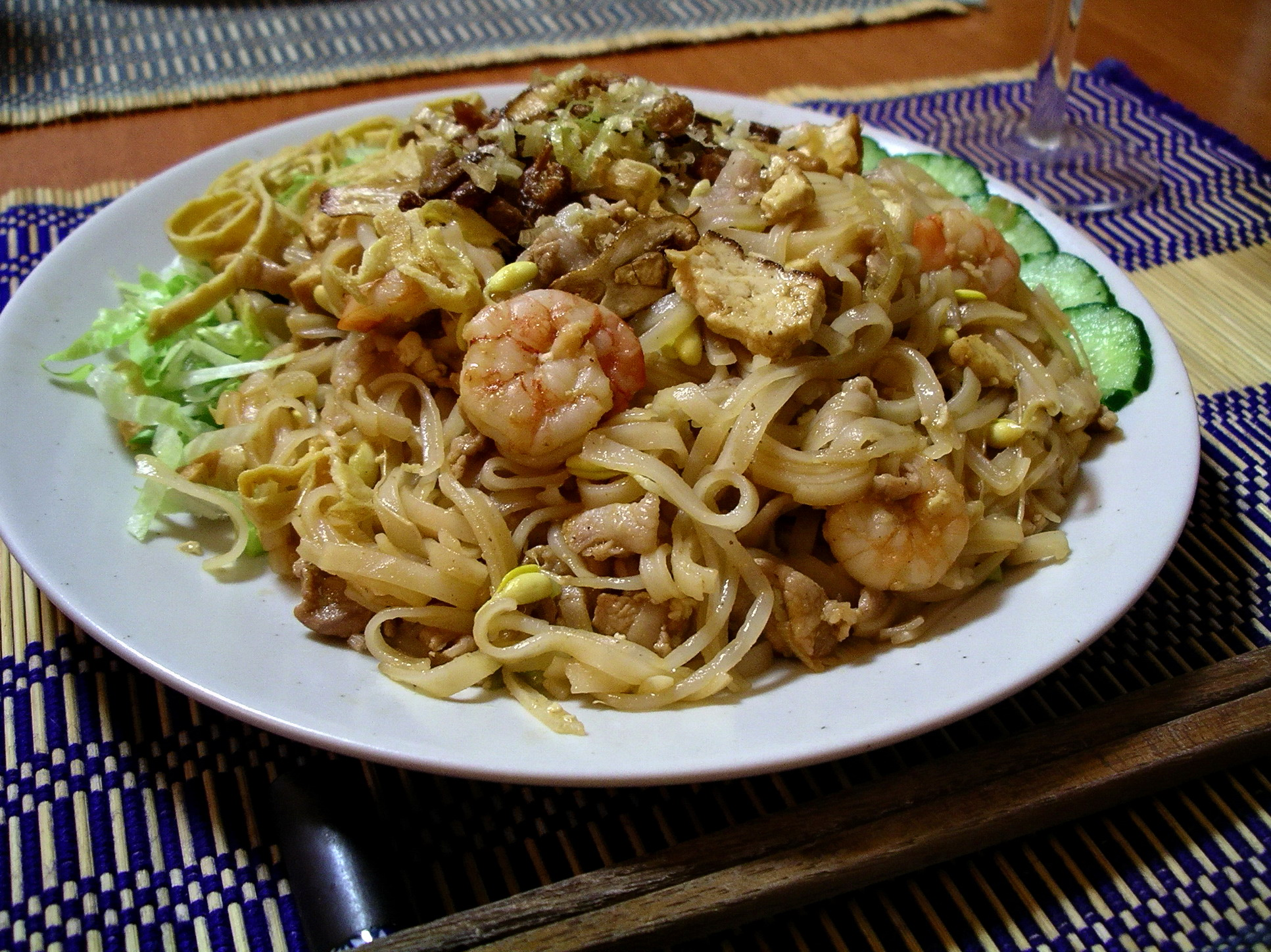
日本の焼きビーフン

日本では台湾や中国福建省同様に野菜や肉類などの具材とともに炒めた焼きビーフンや、具材とともにスープに入れた汁ビーフンとして食べる。一般家庭では、味付きのインスタント焼きビーフンの利用が一般的である。

### 中国大陸

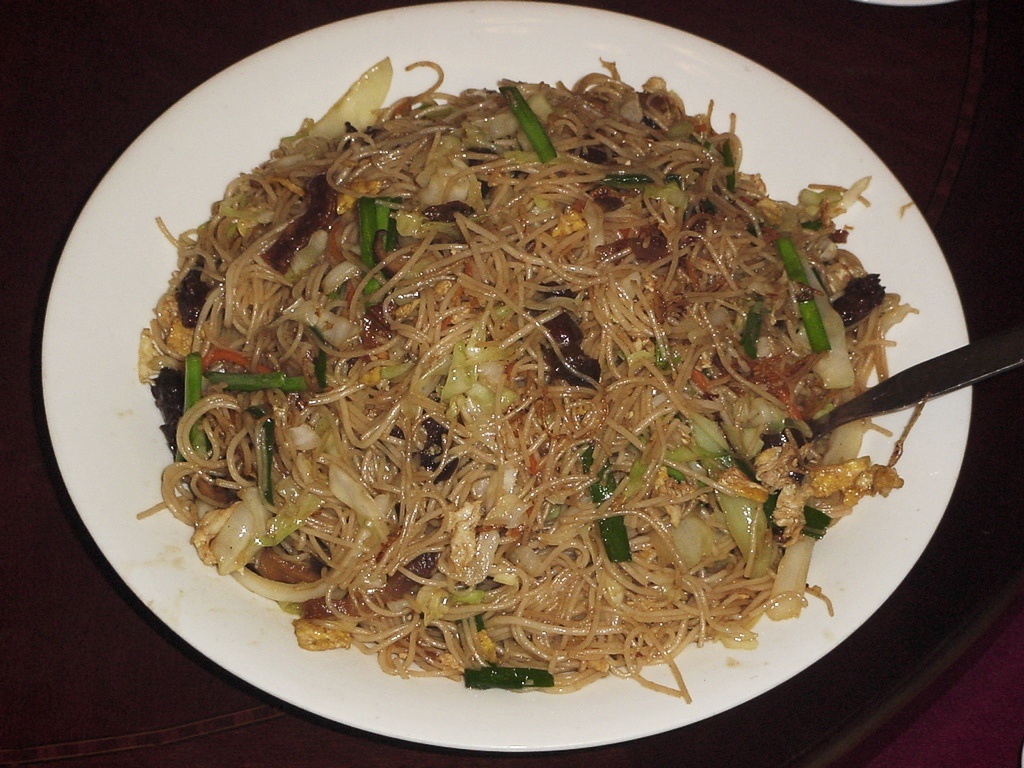
厦門のレストランの炒米粉

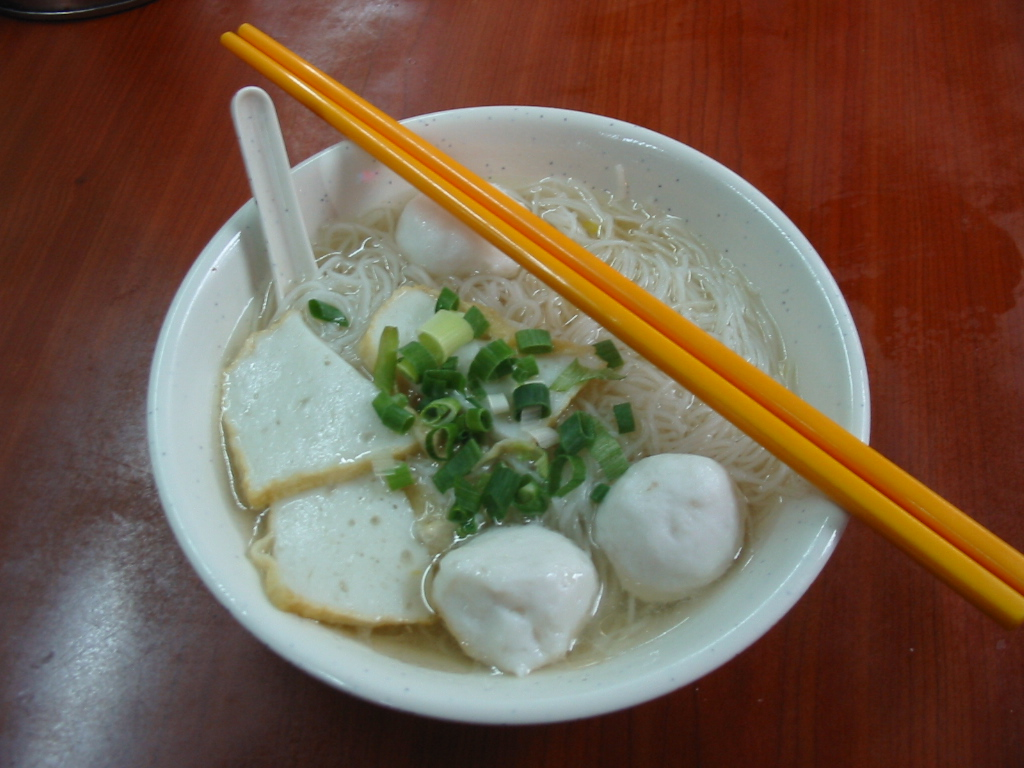
香港の潮州式魚のつみれ入り汁ビーフン

福建省では、スープに入れてスープ麺のようにする食べ方や、豚肉、エビ、野菜などを加えて炒めた焼きビーフン（炒米粉）が一般的である。油で揚げてふくらませ、料理の付け合わせなどにする例もある。
桂林が原産の「桂林米粉」は、切り口が丸く、日本のうどん並に太いものが標準である。シート状の生地を切って作る平たいものもあり、「切粉」（チエフェン）という。太く、戻しにくいため、乾麺はあまり使われず生麺が多く使われる。茹でたビーフンにたれのみをかけ、肉などさまざまな具と混ぜて食べる「滷菜粉」、豚肉のスープを注ぎ入れた「湯粉」、炒めた「炒粉」などさまざまな調理法がある。福建省以外の中国大陸部ではむしろ桂林米粉が一般的で、近年は各地の中小都市にまで広く店がある。

#### 中国十大米粉
以下のビーフン料理が、「中国十大ビーフン」とされる（2020年時点）。
焼きビーフン
- 炒牛河 - 広東省
- 河原米排粉 - 広東省

汁ビーフン
- 衡陽魚粉 - 湖南省
- 綿陽肥腸粉 - 四川省
- 貴州花渓牛肉粉 -安徽省
- 小鍋米線 - 雲南省

和えビーフン
- 南昌炒粉 - 江西省
- 常徳牛肉粉 - 湖南省
- 桂林米粉 - 広西チワン族自治区

炒めビーフン
- 新疆炒米粉 - 新疆ウイグル自治区

### 台湾
台湾では北西部の新竹市がビーフンの名産地である。新竹地域は米の生産地で、冬にビーフンの乾燥に適した冷たく乾燥した季節風が吹くことからビーフンの生産が盛んになった。「新竹米粉」はビーフンのブランド名になっており、アメリカ合衆国や日本などにも輸出されている。

#### 調合米粉・炊粉・水粉
2014年7月1日以降は以下のように関連法が修正された。
米粉
100パーセント米粉を原料とするもののみに限定。
ただし、 「新竹米粉」や「埔里米粉」といった地方の歴史的特色がある名称のものは、米粉50パーセント以上であれば継続して表示を使用できる。
調合米粉
米粉50パーセント以上のもの。
炊粉、水粉
米粉50パーセント以下のもの。

### ベトナム

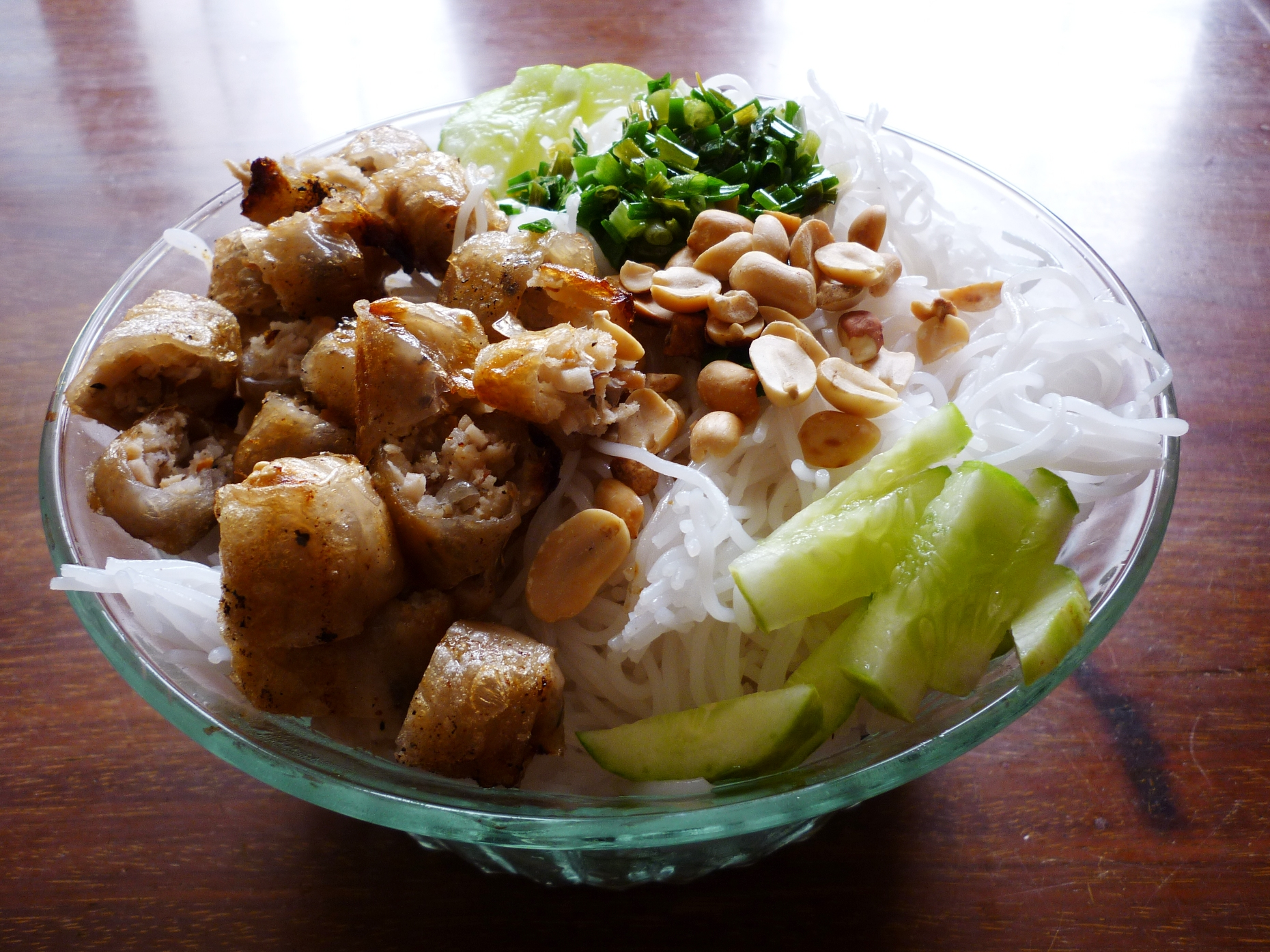
ベトナムのブンチャーゾー（Bún chả giò）

ベトナムでは、ビーフンに当たるものをブン（ベトナム語：bún / 粉, 𥻸）と称する。炒めたり、豚足（モンゾー）や鴨肉（ヴィット）の汁に入れるほか、茹でただけの味のないブンに揚げた魚（カー）、揚げ春巻き（ネムザン/チャーヨー）、網焼きした豚肉（チャー、ブンチャーと呼ばれる料理になる）、香草・野菜、タケノコなどの山菜などを載せ、たれ（ヌクチャム）と和えながら食べられる。ライスペーパーでくるんだ生春巻き（ネムクオン/ゴイクオン）の具にも欠かせない。太いブンを牛肉のスープで食べるブンボーフエは有名なフエの郷土料理。

### タイ
タイのライスヌードルには、極細～普通程度でビーフンほどの太さである「センミー」、それより太い「センレック」、きしめんのように扁平な「センヤイ」がある。通常、店でこれらの種類と、汁に入れるか炒めるかを自由に選べる。例えばセンミー・ナームは、汁ビーフンである。

### シンガポール
シンガポールの名物料理のひとつとして「粉星洲炒米」（シンガポール・ヌードル、シンガポール風焼きビーフン）があるが、これは福建省の焼きビーフンをカレー味に変えたものである。

### ミャンマー
ミャンマーでも、焼きビーフンやスープビーフンは一般的な調理法だが、最も多く使われるのがサラダにする調理法である。ミャンマー風ビーフンサラダ（現地名 チャーザントッ）は戻したビーフンと千切りキャベツ、玉葱、馬鈴薯などを和え、タマリンド、魚醤などで味付けする。家庭で作られることはもちろん、街中の屋台などでも売られている。

### スリランカ
「イディアッパム」という名前のライスヌードルは生で流通することが多いが、ビーフン同様に押し出しで作る細いものである。茹でて、カレー系のおかずをかけて食べる。

### インドネシア、マレーシア
他の地域と同じく、汁に入れるか炒めて食べられている。ケチャップマニスやサンバルなどで味付けした「ミーフンゴレン」（焼きビーフン）などがある。